# صبحية قيس
صبحية قيس(1972-) هي فنانة تشكيلية فلسطينية، من مواليد قرية نحف في الجليل. درست وتخرجت من مدرسة ابن سينا الثانوية عام 1990، وحصلت على دبلوم إرشاد فني من كلية مركز الجليل في سخنين عام 2004، وتخرجت من كلية أورانيم بدرجة البكالوريس في الفنون عام 2012، ونالت لقب أول وشهادة تدريس بتفوق وأنهت دراسة السنة الثانية في تعليم اللقب الثاني مسار "فنان-معلم" في كلية أورانيم عام2021.

## الحياة الفنية
عملت صبحية مدرّسة لفن الرسم للطلاب الموهوبين في مدرسة الموهوبين في طمرة منذ العام 2009، وعملت مدرّسة فنون في وزارة التربية والتعليم عام2011. وهي عضو في جمعية إبداع، ورابطة الفنانين التشكيليين العرب، وحصلت على جائزة أفضل لوحة تعبيرية في مسابقة الرسم في الذكرى الخمسين لإحياء مجزرة كفر قاسم عام 2006، وجائزة تفوق في مسابقة الإنسان والبيئة من قسم الفنون المرئية في وزارة المعارف عام 2012، ومنحة وشهادة تفوق من رئيس كلية أورانيم بروفيسور يئير كارو, منحة بنك لئومي للمتفوقين في كلية أورانيم.

## الأسلوب الفني
تخصصت صبحية في مجال الرسم بالألوان والرصاص، وتهتم أعمالها بالزمان والمكان، وأنشات مفرداتها البصرية الخاصة لتمزج بين صراع الهوية والأرض والتاريخ وصراعها الشخصي مع المجتمع، ولتعكس مفاهيم الصبر وقوة التحمل والتحدي والصمود بأسلوب واقعي تعبيري ونقدي في سياق حداثي. فبرزت نبتة الصبار في أعمالها المرسومة بالألوان الزيتية والاكريليك والأكواريل وغيرها.

## المعارض والمشاركات الفنية
أقامت صبحية العديد من المعارض الفردية منها معرض بدون عنوان في الجليل عام 2006، ومعرض حلم في كلية الفنون عام 2010، ومعرض حنين في كفر ياسيف عام 2014. وشاركت في العديد من المعارض الجماعية منها 3 معارض في العام 2005 وهي معرض حوار وفنانات في الإبداع في الطيرة، ومعرض معا في حيفا، ومعرض ألوان من إبداع الناصرة، ومعرض ذكرى المجزرة في كفر قاسم عام 2006، و3 معارض في العام 2007 وهي معرض يد بيد في حيفا ومعرض مكان وجديد في كفر ياسيف ومعرض تواصل في بقعاتا، ومعرض محترف شبابيك في غزة، ومعرضان في العام 2008 وهما معرض "الأرض، الذاكرة، الهوية" في إحياء ذكرى النكبة الستين في أم الفحم ومعرض روح الصحراء في عسفبا، ومعرض غزة ذاكرة لا تزول عام 2009، ومعرض خبز وورود في تل أبيب عام 2011، ومعرض مشهد من بلدي في كفر ياسيف عام 2012، ومعرض آذار الشعر والمرأة في مركز محمود درويش الثقافي في الناصرة عام 2013، ومعرض الجسر في معرض مركز الحياة الثقافي في القدس عام 2016، ومعرض شبابيك من بلدي في معرض إبداع في كفر ياسيف عام 2017، ومعرض متنقل من الجليل الى القدس في شبكة المركز الثقافي الفرنسي عام 2019، ومعرض الأرض تتنفس في الجليل عام 2020، ومعرض فني في لندن لتجسيد معاناة الشعب الفلسطيني في فبرايرعام 2024. وشاركت في الأمسية الثقافية لنادي حيفا الثقافي بلوحاتها الفنية مع إبنتها الفنانة التشكيلية أصالة حسن من قرية نحف الجليلية.